# 강화 초지진
강화 초지진(江華 草芝鎭)은 인천광역시 강화군 길상면 초지리에 있는, 바다로 침입하는 외적을 막기 위하여 조선 효종 7년(1656년)에 구축하고 1679년 조선 숙종때 성으로 지은 요새이다. 1971년 12월 28일 대한민국의 사적 제225호로 지정되었다.
1866년 10월 천주교 탄압을 구실로 침입한 프랑스 극동 함대와 1871년 4월 무역을 강요하며 침략한 미국의 아세아 함대, 그리고 1875년 8월에 침공한 일본 군함 운요호를 맞아 치열한 전투를 벌였던 격전지이다. 그러나 당시 프랑스·미국·일본의 함대는 우수한 근대식 무기를 가진데 비하여 조선군은 빈약한 무기로 대항하여 싸웠기에 매우 고전하였다.
1973년 초지진의 성곽을 보수하고 당시의 대포를 진열하여 역사 교육 현장으로 이용하고 있다.

## 개요
강화군 길상면 초지리 624번지 일대는 조선 효종 7년(1656)에 강화도와 강화해협의 수로 방비를 위해 구축한 요새인 초지진(草芝鎭)이 있던 곳이다. 운요호 사건과 강화도조약 이후 허물어져 돈대(墩臺)의 터와 성의 기초만 남아 있던 것을 1973년 강화전적지 보수정비사업 때 초지돈대만 복원되어 현재에 이르고 있는 것이다.
현재의 초지진은 원래 안산(安山)의 초지량(草芝梁)에 있던 조선 수군의 만호영(萬戶營)을 현종 7년(1666)에 강화로 옮겨 강화수로 수비의 요새로 새롭게 구축한 것이다. 초지진에는 군관 11인, 사병 98인, 돈군 (墩軍) 18인, 목자(牧子) 210명 등이 배속되어 강화해협을 수비하였다. 또한 초지돈(草芝墩), 장자평돈(長子坪墩), 섬암돈(蟾巖墩) 등 세 곳의 돈대를 거느리고 있었는데, 이들 돈대와 본진간의 협공체제를 통해 수비력을 극대화하였다. 초지진에는 군선(軍船) 3척이 배속되어 있었고, 부속된 3곳의 돈대에는 각각 3개의 포좌(砲座)를 마련하고 화포를 설치하여 강화 해협을 수비하였다.
고종 8년(1871) 신미양요(辛未洋擾) 때 미군함 모노카시호와 팔로스호 등의 포격과 미국 해병 450명의 상륙공격으로 초지진이 미군에 점령 되면서 군기고(軍器庫), 화약고, 진사(鎭舍) 등이 모두 파괴되었다. 고종 12년(1875)에는 일본 군함 운요호의 포격으로 또다시 초지진이 큰 피해를 입었는데, 이듬해인 1876년 강화도조약으로 외세에 문호가 개방된 이후 방치되어 허물어지고 말았다.
현재 초지진의 진사와 주요시설이 있었을 것으로 추정되는 자리에는 음식점 등 각종 시설이 들어서 축조 당시의 모습을 찾아 볼 수 없게 되었다. 유일하게 복원되어 있는 초지돈대는 높이가 4m 정도이고 장축이 100여 m 되는 타원형의 돈대인데, 내부에는 3군데의 포좌(包座)와 총좌(銃座) 100여 개가 있으며, 조선시대 대포 1문이 전시되어 있다. 1971년 12월 28일 사적 225호로 지정되었다.

## 갤러리

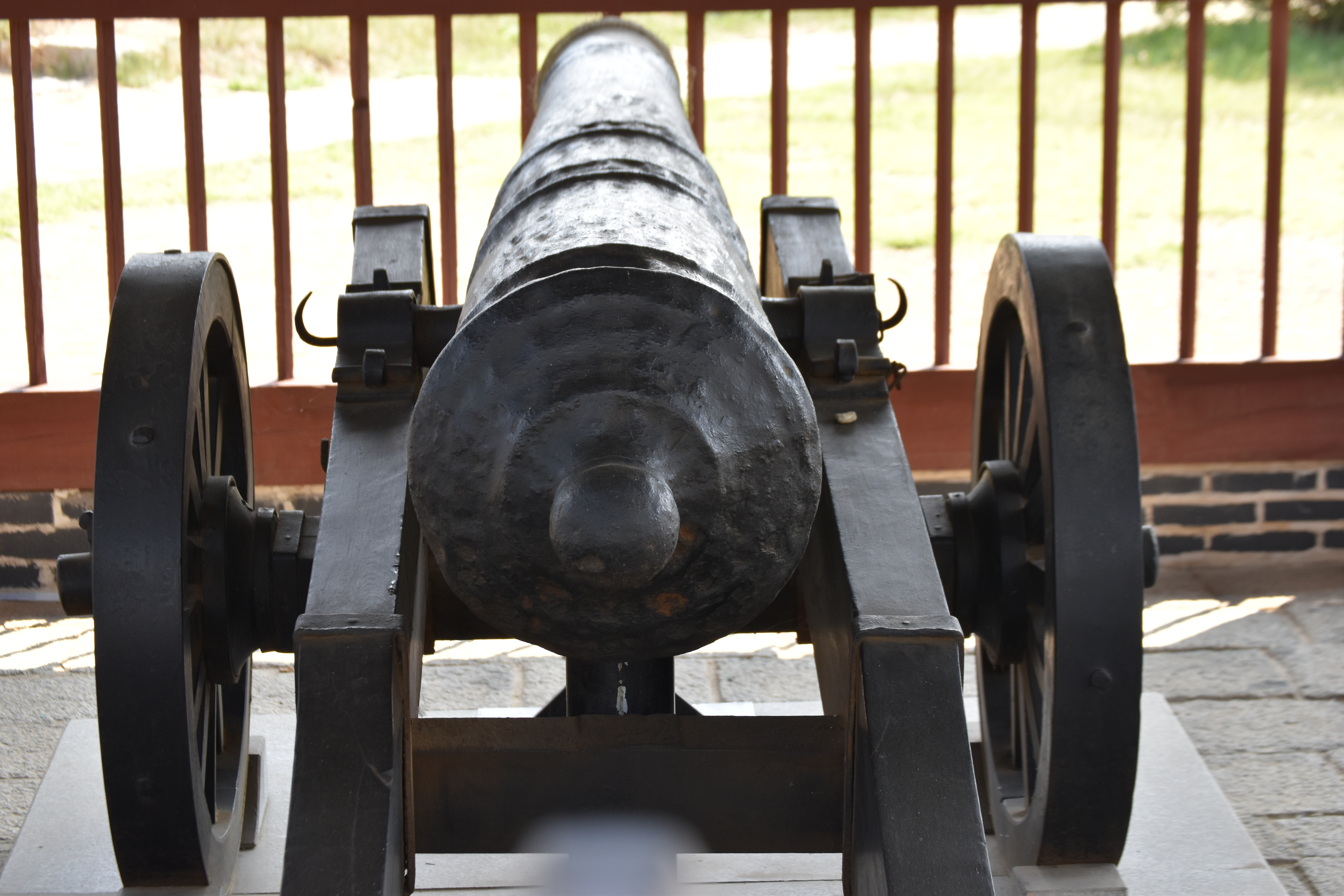
초지진의 홍이포
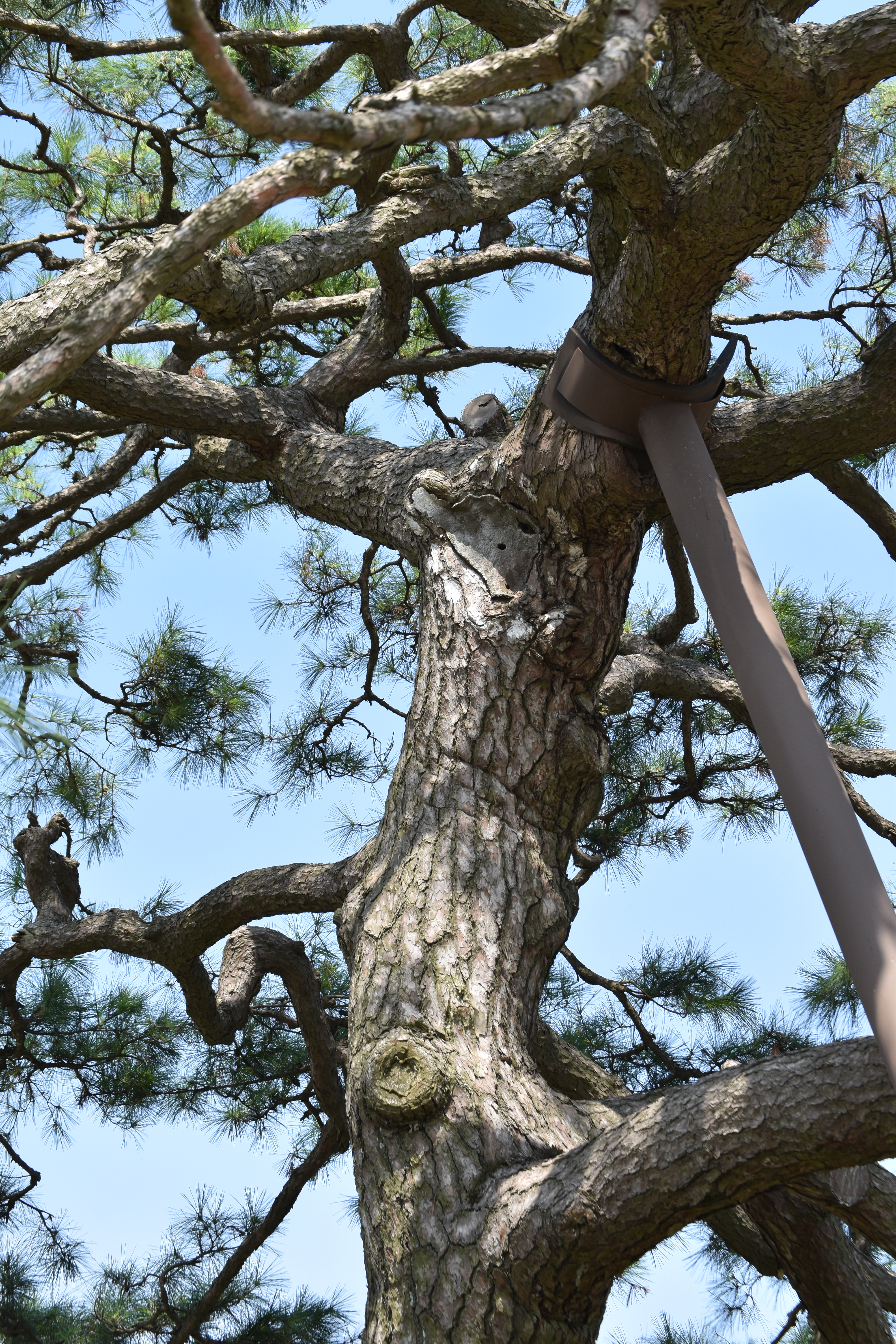
신미양요 당시 대포에 맞은 상처가 남은 소나무
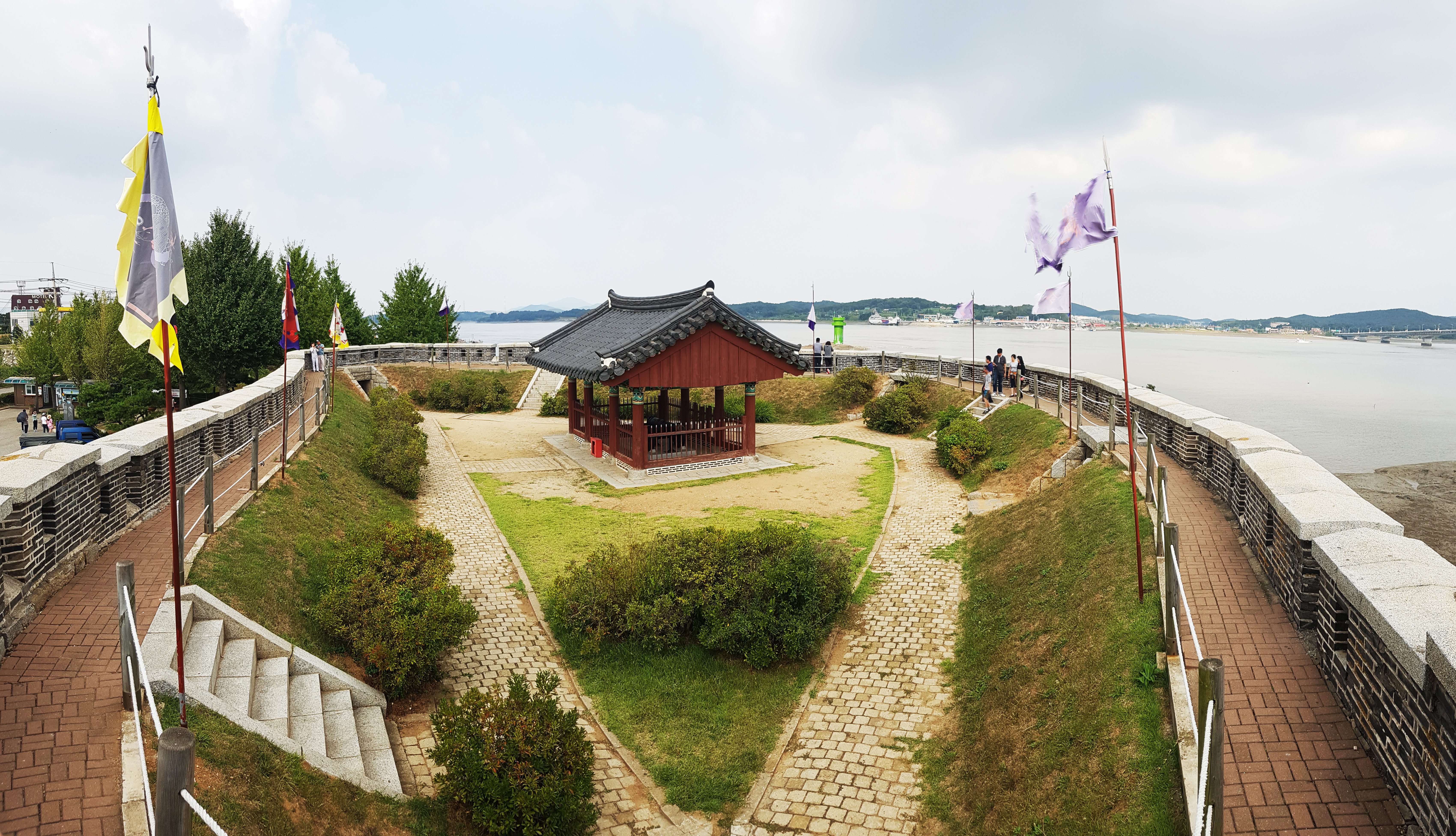

## 참고 자료
- 이 문서에는 다음커뮤니케이션(현 카카오)에서 GFDL 또는 CC-SA 라이선스로 배포한 글로벌 세계대백과사전의 내용을 기초로 작성된 글이 포함되어 있습니다.
- 인천역사문화총서40, 《인천의 문화유산을 찾아서》, 인천광역시 역사자료관, 초지진, 35-36쪽